# Maciej Jabłoński (muzykolog)
Maciej Jabłoński (ur. 13 lutego 1962, zm. 13 września 2017) – polski muzykolog, doktor habilitowany nauk humanistycznych, nauczyciel akademicki Instytutu Muzykologii Wydziału Historycznego Uniwersytetu im. Adama Mickiewicza w Poznaniu.

## Życiorys
Dyplom magistra muzykologii uzyskał w 1988 roku na podstawie pracy Wybrane zagadnienia semiotycznej refleksji nad muzyką w świetle teorii znaku Charlesa Sandersa Peirce’a (promotor: doc. dr Jan Stęszewski). W 1998 uzyskał, na Wydziale Historycznym UAM, na podstawie napisanej pod kierunkiem prof. Michała Bristigera rozprawy pt. Teoretyczne podstawy semiotyki muzyki Eero Tarastiego, stopień naukowy doktora nauk humanistycznych w zakresie historii, specjalność: muzykologia. W 2013 otrzymał, na tym samym wydziale, stopień naukowy doktora habilitowanego nauk humanistycznych w dyscyplinie historia. Specjalizował się w zakresie estetyki i semiotyki muzyki, teorii i historii teatru operowego oraz metodologii muzykologii.
W latach 1992–1994 był dyrektorem artystycznym Teatru Wielkiego w Poznaniu, 1994–2002 kierownikiem impresariatu muzycznego „Art Power Agency”, 1999–2008 prezesem poznańskiego oddziału Związku Kompozytorów Polskich i sekretarzem Fundacji Kultury Polskiej Filia w Poznaniu. Od 2011 do 2013 przewodniczył Sekcji Muzykologicznej Poznańskiego Towarzystwa Przyjaciół Nauki.
Był zaangażowany w naukową działalność edytorską m.in. jako przewodniczący Komitetu Redakcyjnego oraz Rady Naukowo-Wydawniczej
Dzieł Wszystkich Henryka Wieniawskiego (2000–2015), redaktor naczelny rocznika Interdisciplinary Studies in Musicology, redaktor serii Poznańskie Studia Operowe i Res Facta Nova, przewodniczący redakcji serii Prace Komisji Muzykologicznej
Poznańskiego Towarzystwa Przyjaciół Nauk i Biblioteki Laboratorium Myśli Muzycznej.
Pełnił funkcję dyrektora interdyscyplinarnych festiwali „Dni Muzyki i Teatru” i festiwali muzyki współczesnej „Poznańska Wiosna Muzyczna” (lata 1999–2004). W 2010 zainicjował ogólnopolski projekt naukowo-artystyczny „Laboratorium Myśli Muzycznej”.